# Arvid Bæckström
Arvid Fredrik Elimar Bæckström (geboren am 29. April 1881 in Stockholm; gestorben am 25. April 1964 auf Lidingö) war ein schwedischer Kunsthistoriker und Museumskurator.

## Leben
Baeckströms Vorfahren stammten aus Blekinge und waren zu Beginn des 17. Jahrhunderts nach Småland gekommen. Er war ein Sohn von Elimar Göran Mauritz Bæckström (20. September 1845 – 26. November 1930) und dessen Frau Anna Emanuela (geborene Billbergh, 1854–1883). Er hatte drei Schwestern (Elin Olivia, Ebba Catharina, Anna Emanuela) sowie drei Halbbrüder (Erik Eilmar, Bertil Eilmar, Carl Axel Eilmar) aus der 1885 geschlossenen zweiten Ehe des Vaters mit Maria Malvina (geborene Dellwick, * 11. Juni 1861).
Nach dem Abschluss der Schule 1898 studierte er von 1899 bis 1904 Straßen- und Wasserbau an der Königlich Technischen Hochschule in Stockholm. Anschließend arbeitete er als diplomierter Bauingenieur bis 1906 im Bauamt in Göteborg und von 1906 bis 1909 am Göteborger Kunstmuseum. In dieser Zeit widmete er sich dem Studium der Kunst- und Architekturgeschichte und schloss sein Studium der Kunstwissenschaften bei Adolph Goldschmidt an der Universität Berlin ab. Nach seiner Rückkehr nach Schweden wurde er 1914 zunächst ohne Bezahlung als Amanuens dem Nordiska Museet zugeteilt. Hier sollte er die Arbeiten zur Vorbereitung einer großen Ausstellung unterstützen, die Axel Nilsson (1872–1924), der als Mitglied des Komitees zur Erhaltung von Altertümern beurlaubt war, im März und April 1914 vorbereitete. Zu den kunstgewerblichen Sammlungen des Museums gehörten insbesondere Glas, Fayence und Porzellan, die in seinen Zuständigkeitsbereich fielen. Er stellte umfangreichen Archivrecherchen an, die in eine große Jubiläumspublikation münden sollten, um der Porzellanfirma Rörstrand zu gedenken, die im Jahr 1926 ihr 200-jähriges Jubiläum feierten. Bæckström unternahm mehrere Studienreisen im In- und Ausland. Da das Unternehmen aus Stockholm fortging, kam es jedoch nicht zu einer Veröffentlichung.
Er interessierte sich insbesondere für die Baukunst und forschte im Bereich des Kunstgewerbes. Bæckström verfasste dazu mehrere Bücher und Artikel in Zeitschriften. In den Jahren 1914 bis 1916 war er Sekretär der Kunsthandwerksgilde und bis 1929 auch als Archivar des Nordischen Museums tätig. Er verfasste zahlreiche Artikel für Ord och Bild, Personhistorisk tidskrift, das Svenskt biografiskt lexikon, Fataburen und weitere Werke. Bis zu seiner Pensionierung im Jahr 1946 war er im Nordischen Museum tätig. Nebenberuflich übernahm er ab 1922 bis zum 1. Juli 1958 die Aufgabe, die Buch- und Grafiksammlungen der Kungliga Konsthögskolan Stockholm zu betreuen. Er vermachte seine Bibliothek, seine Schriften und Briefsammlungen dem Museum.

## Forschungsschwerpunkt
Bæckströms besonderes Interesse galt den Göteborger Stadtarchitekten der Familie Carlberg, hier widmete er sich insbesondere den Brüdern Johan Eberhard (1683–1773) und Bengt Wilhelm Carlberg (1696–1778) sowie dessen Sohn Carl Wilhelm Carlberg (1746–1814) und deren Einfluss auf die Baugeschichte Göteborgs. Für seine Studien ließ er sich für einen längeren Zeitraum beurlauben und sie führten 1923 mit seiner Dissertation Studier i Göteborgs byggnadshistoria före 1814 zur Erlangung des akademischen Grades eines Doktors der Philosophie. Zu Carl Wilhelm Carlbergs Meisterwerk, dem kleinen Schloss Gunnebo, das sich östlich von Mölndal befindet, recherchierte er bis weit in den Ruhestand hinein. Erst kurz vor seinem Tod hatte er das Manuskript fertiggestellt, das dem Umfang von drei großen Bänden entsprach und nach seinem Tod 1977 veröffentlicht wurde.

## Familie
Bæckström war zweimal verheiratet
- 1910 bis 1934 mit Dagmar Ottilia (geborene Josefsson, geschiedene Ericson, * 1876), einer Tochter von Carl August Josefson und dessen Frau Doris (geborene Dahl).[6]
- 1937 mit der Schriftstellerin Ella Byström (10. Juni 1889 – 26. Januar 1969),[7] einer Tochter von Herman Byström und dessen Frau Ellen (geborene Söderberg).

## Ehrungen (Auswahl)
- Ritter des Königlichen Wasaordens.[8]
- Ritter des Königlichen Nordstern-Ordens[9]

## Veröffentlichungen (Auswahl)
- mit Sigurd Erixon, Sven T. Kjellberg: Svensk byggnadskultur. 2 Bände, Nordiska Museet, Stockholm 1923.
- Studier i Göteborgs byggnadshistoria före 1814, ett bidrag till svensk stadsbyggnadshistoria. Nordisk Rotogravyr, Stockholm 1923 (Studien zur Baugeschichte Göteborgs vor 1814, Dissertation).
- Carlberg, 5. Bengt Wilhelm Carlberg, 6. Carl Wilhelm Carlberg. In: Bertil Boëtius (Hrsg.): Svenskt biografiskt lexikon. Band 7: Bülow–Cedergren. Albert Bonniers Förlag, Stockholm 1927, S. 373–380 (Textarchiv – Internet Archive).
- Rörstrand och dess tillverkningar, 1726–1926 – en konst- och kulturhistorisk bakgrund. Nordiska museets förlag, Stockholm 1930.
- mit I. Tengbom: Svenska tändsticksaktie-bolagets huvudkontor. 1931.
- Till Göteborgs konst- och handverkskrönika från 1750 till omkring 1830. 1947.
- Grafik, teckningar o arkitektritningar ur Konstakademiens samlingar. 1952 (Ausstellungskatalog).
- John Hall den infantile. In: Personhistorisk Tidskrift. 54. Jahrgang, Heft 1–2, Personhistoriska samfundet, Stockholm 1956, S. 1–46 (jbgf.se PDF).